# 國弘正雄
國弘 正雄（くにひろ まさお、1930年8月18日 - 2014年11月25日）は、日本の同時通訳者、翻訳家、文化人類学者、ニュースキャスター、政治家。「同時通訳の神様」と呼ばれ、外務大臣・首相を務めた三木武夫のブレーンとしても知られた。参議院議員を1期務め、護憲派として活動した。

## 来歴
現在の東京都北区に生まれる。東京府立六中（現・東京都立新宿高等学校）に入学するが、父親の転勤により、神戸一中（現・兵庫県立神戸高等学校）に転校する。同級生に小松左京と高島忠夫がいた。神戸空襲に遭い、親しくしていた知人の最期を看取った経験から、強い反戦思想を持つようになる。
中学時代、新渡戸稲造の伝記に感銘を受け、英語の猛勉強を開始した。神戸に進駐していた様々な国籍の兵士に英語で手当たり次第話し掛けては、教科書の音読を頼んで、ひたすら自分で音読を繰り返して発音を学習した。この学習法をのちに「只管朗読」（曹洞宗の教え「只管打坐」をもじった）と名づけ、英語学習界に浸透させた。
1955年にハワイ大学卒業。帰国後は予備校講師を経て、日本生産性本部と米国国務省の文化交流計画に加わり、ワシントンD.C.常駐スタッフとして、訪米した日本の各界関係者に随行して全米各地を訪れた。
1963年帰国後、1964年に中央大学法学部専任講師（文化人類学）となる。翌1965年にはミスター同時通訳・村松増美とともに通訳エージェント「サイマル・インターナショナル」を設立。また同年からNHK教育テレビで「英語会話中級」講師を務める。1969年にはアポロ11号の月面着陸を伝えるNHKテレビの生中継に西山千とともに出演した。1971年からは同じくNHK教育で「トーク・ショー」の司会者となり、エドウィン・O・ライシャワー、ヒューバート・ハンフリー、ドナルド・キーンら著名人をゲストに招いて丁々発止のトークを展開した。
1966年よりのちに首相となる三木武夫との交流が始まり、三木が外相に就任すると政務秘書官、環境庁長官になると特別調査官、そして首相に就任すると民間初の外務省参与にそれぞれ起用され、外交政策におけるブレーンとなり、三木とともにサミット先進主要国首脳会議の礎を築くなどの実績をあげた。
中央大学講師のほか上智大学・お茶の水女子大学非常勤講師を務めたが、学生運動のバリケードに対して教授会の反対を押し切って「学生の気持ちを理解したい」と中に入ったことから、中央大学から解任された。のちに国際商科大学（現・東京国際大学）教授を務める。
文化放送にて「百万人の英語」講師を務めたのち、1978年からは解説委員待遇で日本テレビと専属契約を結ぶ。ニュースキャスターとして「NNNおはよう!ニュースワイド」「NNNジャストニュース」「NNNきょうの出来事」を担当したほか、討論番組の司会や選挙特番のコメンテーターを務めた。
1989年、当時の土井たか子委員長の要請に応え、第15回参議院議員通常選挙に日本社会党から比例区候補者として立候補し当選。PKO法案に反対。1994年、社会党を離党し、田英夫らの新党護憲リベラルに参加。小選挙区比例代表並立制導入に反対の姿勢を明確にした。新進党が結党されると、「反新進・反小沢一郎」を掲げ、田らとともに村山内閣への協力を表明する。1995年、平和:市民より参院選に比例区から出馬したが落選し政界を引退。
英国エディンバラ大学人文学高等研究院フェロー（任期：1988年、1991年、1992年、1994年）を務めた。
2000年、勲三等旭日中綬章受章。
『軍縮問題資料』の刊行を2005年から行った『軍縮市民の会』の運営委員長を伊藤成彦から引き継ぎ、2006年から2010年の休刊まで務めた。
2014年11月25日、老衰のため死去、84歳没。

## 偲ぶ会
「國弘正雄先生を偲ぶ会」は、國弘も設立に尽力した国際文化会館にて、2015年4月7日午後1時から執り行われた。（共同通信配信）

## 人物
旧版『英語の話し方』に送られてきた3,000通すべてのファンレターに、2年の歳月をかけて手書きで一つ一つ返信をするほどの律儀な性格だった。2008年に上梓した自分史（後述）を少しでも多くの人たちに知ってもらおうと、約3,000枚のハガキを出す際、関係者の「全部印刷しましょう」という勧めを断り、あて名とコメントを2週間もしないうちに全て自筆で書いて仕上げたという。
三木武夫のブレーンとなるころ、それまで出演していたテレビ番組の後任を当時上智大学の学生だった鳥飼玖美子が務めることになった。鳥飼の希望で対面した國弘は、難解な漢語や四字熟語を多用し、鳥飼を小馬鹿にするような態度をとった。鳥飼は当惑しつつも真剣に「同時通訳を一生の仕事としたい」と語ったところ、國弘は「君もいつかは自分の歌が歌いたくなるよ」と述べた。鳥飼の國弘への第一印象は最悪なものであったが、駆け出しの学生に対して「神様」は意外に親切で、鳥飼を「玖美子ちゃん」と呼び、なにかと仕事をまわしてくれたという。その後、鳥飼は研究者となり、國弘の予言どおり「自分の歌」を歌うことになる。

## 著書

### 学習書
共著含む
- 英語の話し方 - 1970 サイマル出版会
- 国際英語のすすめ - 1972 実業之日本社
- スピークロペディア（國弘正雄編集指導 ウィリアム・ムーア監修） - 1973 パナジアン
- 英語ハンドブック - 1973 パナジアン
- 英語ハンドブック 名詞編 - 1974 パナジアン
- 和英感情表現小事典 - 1974 パナジアン
- 現代アメリカ英語 1,2 - 1975 サイマル出版会
- 現代アメリカ英語 3 - 1979 サイマル出版会
- アメリカ英語の婉曲語法 上・中・下 - 1975 エレック出版
- 英語志向と日本思考 - 1979 朝日イブニングニュース社
- 落ちこぼれの英語修行―異文化のかけ橋をめざして - 1981 日本英語教育協会
- 変わりつつあるアメリカを読む - 1981 日本英語教育協会
- 続・和英感情表現小事典 - 1982 パナジアン
- 國弘正雄の英語がうまくなる本 - 1982 辰巳出版
- 英語で何をやる？（鳥飼玖美子との共著） - 1982 日本英語教育協会
- アメリカ英語の常識 地理編 上 - 1981 朝日イブニングニュース社
- アメリカ英語の常識 地理編 中 - 1982 朝日イブニングニュース社
- アメリカ英語の常識 地理編 下 - 1983 朝日イブニングニュース社
- Let's Read & Think Special - 1983 日本英語教育協会
- 英語はコワーイ?（サトウサンペイとの共著） - 1984 パナ教育システム
- あぐらをかいたニッポン - 1984 三友社出版
- 英語のウラ常識 - 1985 廣済堂出版
- ニッポン一の英語村 - 1985 三友社出版
- 國弘正雄 私家版和英 - 1986 朝日出版社
- クニヒロの入試英作36景 (1) - 1987 南雲堂
- クニヒロの入試英作36景 (2) - 1989 南雲堂
- クニヒロの入試英作36景 (3) - 1990 南雲堂
- クニヒロの入試英作36景 (4) - 1990 南雲堂
- クニヒロの入試英作36景 (5) - 1992 南雲堂
- クニヒロの入試英作36景 (6) - 1993 南雲堂
- 新英語教育講座―その理論・実践・技術 全20巻（総監修） - 1988 三友社出版
- 英語志向と日本思考』 - 1988 三友社出版
- 別冊宝島14 道具としての英語 会話編（吉沢美穂、安西聖雄、山田初裕ほかとの共著） - 1989 JICC出版局
- 「日米会話手帳」はなぜ売れたか - 1995 朝日新聞社編・発行（エッセイ「焼け跡からの長い旅」を寄稿）
- 國弘流英語の話しかた - 1999 たちばな出版
- 國弘正雄選集 - 2000 日本英語教育協会
- 英語が第二の国語になるってホント!? - 2000 たちばな出版
- 英会話・ぜったい・音読【標準編】 - 2000 講談社インターナショナル
- 英会話・ぜったい・音読【入門編】 - 2001 講談社インターナショナル
- 英会話・ぜったい・音読【挑戦編】 - 2001 講談社インターナショナル
- 英会話・ぜったい・音読【続・入門編】 - 2004 講談社インターナショナル
- 英会話・ぜったい・音読【続・標準編】 - 2004 講談社インターナショナル
- 英会話・ぜったい・音読【続・挑戦編】 - 2004 講談社インターナショナル
- 國弘正雄 & 藤本信彦式 英語しっかり上達! 音読ドリル - 2005 宝島社
- 英語しっかり基礎力音読ドリル60日―國弘正雄 & 藤本信彦式 - 2006 宝島社
- 國弘正雄の英語の学びかた - 2006 たちばな出版

### 編著
- 人間の世界（NHK取材斑 写真・文、國弘正雄 英文） - 1970 日本放送出版協会
- 異文化に橋を架ける - 1976 ELEC
- 語り合う現代 NHK英語会話トークショー 上・下 - 1977 日本放送出版協会
- インターメスチック・エイジ - 1978 創世記
- 今日の問い、明日への答え - 1983 アイペック
- 地方の時代と国際化社会 國弘正雄 VS 芹川光宏 - 1986 翼書院
- 昭和史への一証言 松本重治（聞き手・國弘正雄） - 1986 毎日新聞社／2001 たちばな出版
- 岩波ブックレット110 新しい日米・日中を考える - 1988 岩波書店
- リベラル党発進 1994 - 三友社出版
- 「平和・市民」宣言! 1995 - こーりん社
- 操守ある保守政治家 三木武夫 2005 - たちばな出版
- 國弘正雄の軌跡 烈士暮年に、壯心已まず（鈴木英二編） - 2008 たちばな出版

### 訳書
- 羊のようなアメリカ人 アジア政策をゆがめるもの - W・J・レーデラー 弘文堂 1965 - ※以下は共訳含む
- 大学革命 - デイビッド・リースマン サイマル出版会 1966
- 沈黙のことば - エドワード・T. ホール / 國弘正雄・長井善見・斎藤美津子訳 南雲堂 1967
- 群衆の顔 個人における性格と政治の研究 上・下 - デイビッド・リースマン 國弘正雄、久能昭訳 サイマル出版会 1968
- 日本近代化と教育 - H.パッシン サイマル出版 1969
- 個人主義の再検討 上 （ぺりかん双書） - デイビッド・リースマン / 國弘正雄・牧野宏共訳 ぺりかん社 1970
- 狂ったサル―人類は自滅の危機に立っている - A・セント=ジェルジ サイマル出版会 1972
- 変革をどううけとめるか - ケネス・ホールディング 日本放送出版協会 1972
- 異文化を越えて 国民外交と行動科学 - G.H.フィッシャー / 國弘正雄・川瀬勝訳 ELEC 1977
- 日本とアメリカ 現代の教養2 - ハーバート・パッシン編 國弘正雄、長井善見ほか訳 南雲堂 1978
- ザ・ジャパニーズ 日本人 - エドウィン・O・ライシャワー 文藝春秋 1979／角川ソフィア文庫 2019
- 希望の血 - サミュエル・ピサール 國弘正雄・川瀬勝訳 1981 講談社
- 脱（ポスト）アメリカの時代 東アジア経済圏の台頭 - ロイ・ホフハインズ・Jr.、ケント・カルダー 日本放送出版協会 1982
- リアル・ウォー 第三次世界大戦は始まっている - リチャード・ニクソン 文藝春秋 1984
- ライシャワーの日本史 - エドウィン・O・ライシャワー 文藝春秋 1986
- ジャパニーズスクール - ベンジャミン・C・デューク 講談社 1986
- 地球語としての英語 - デイヴィッド・クリスタル みすず書房 1988
- 日米逆転 成功と衰退の軌跡 - C・V・プレストウィッツ・Jr. ダイヤモンド社 1988
- 対訳 地球憲法第九条 - チャールズ・M.オーバビー たちばな出版 2005